# Wechelderzande
Wechelderzande est une section de la commune belge de Lille située en Région flamande dans la province d'Anvers. C'était une commune à part entière avant la fusion des communes de 1977.
Le village est situé dans la Campine anversoise, à quelque 20 km (à vol d’oiseau) à l’est d’Anvers, tout près de l’autoroute E34. Depuis 1976, le village fait partie de l’entité de Lille. Autrefois essentiellement rural, il tend depuis quelques décennies à devenir de plus en plus résidentiel : de nombreux pavillons se sont construits, et se construisent encore, pour répondre, semble-t-il, au vœu de ceux qui aspirent à vivre parmi les pins sylvestres. Les environs, qui ont su garder un important capital nature — bois, prairies, landes marécageuses —, propre à attirer les randonneurs, sont cependant menacés, davantage que par l’expansion pavillonnaire (légale), par l’implantation anarchique et illégale d’une myriade de cabanons et par le creusement tout aussi désordonné de viviers, qui tendent à dénaturer le visage traditionnel de cette partie de la Campine, et contre quoi l’autorité flamande est résolue de lutter.

## Démographie

### Évolution démographique
- Sources : INS, Rem. : 1831 jusqu'en 1970 = recensements, 1976 = nombre d'habitants au 31 décembre[2].

## Édifices et sites d'intérêt touristique

### Patrimoine bâti

#### Église Sainte-Amelberge

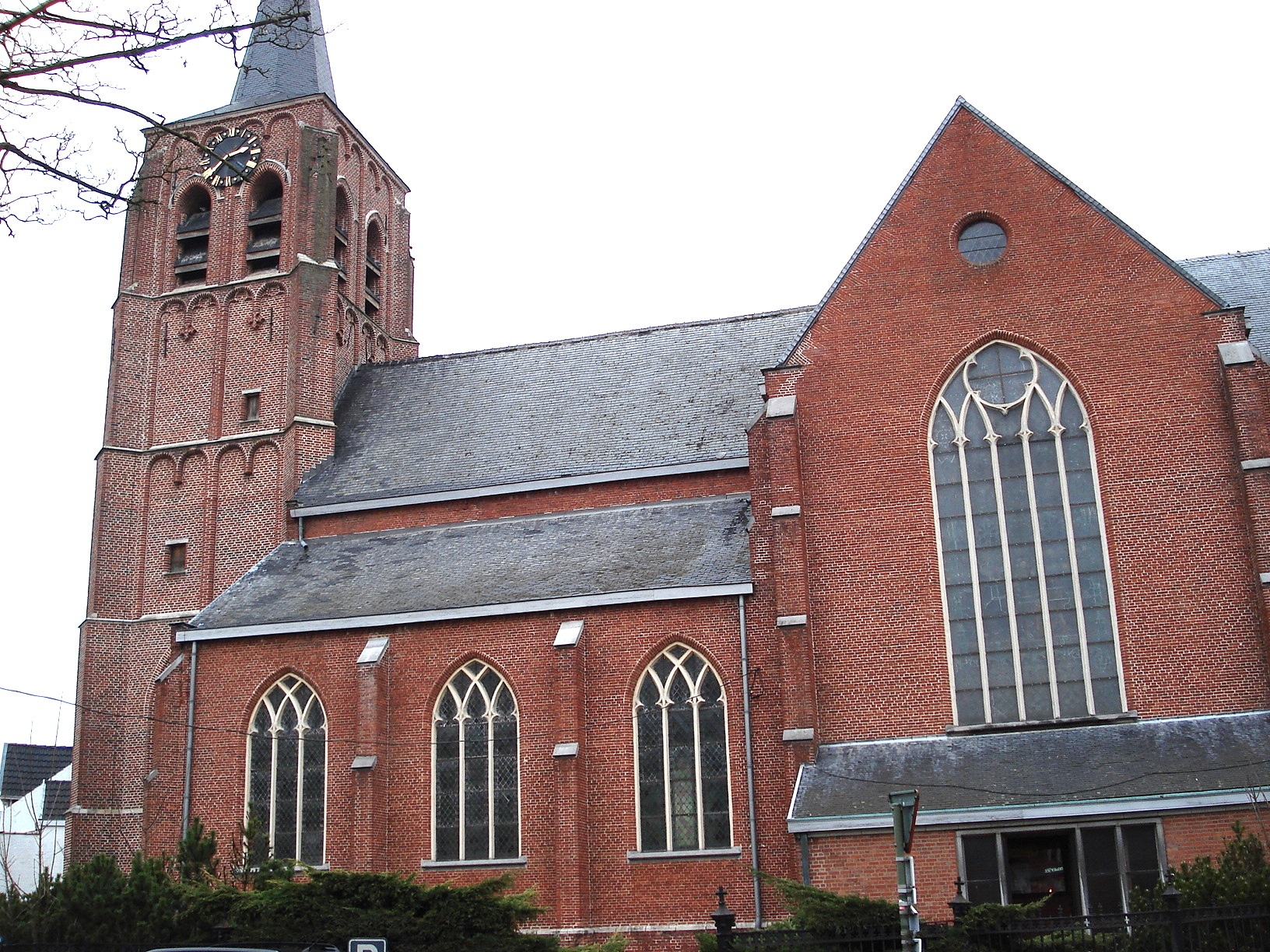
Église Sainte-Amelberge.

Il s’agit d’un édifice néogothique en brique, construit en 1863 selon les plans d’Eugène Gife. Le clocher occidental cependant, de style gothique campinois, érigé en brique rouge également, et classé monument historique depuis 1939, remonte à la fin du XVe siècle (la flèche du dernier quart du XIIe siècle) et compte parmi les clochers les plus remarquables de la Campine, au même titre que ceux de Hoogstraten, Sint-Lenaarts, Rijkevorsel, etc.
La nef, à trois vaisseaux, contient un intéressant mobilier ancien. On peut citer :
- autel latéral nord du début du XVIIe siècle, avec un « N.-D. du Rosaire » peint sur panneau de chêne, et le panneau « les Quatre Évangélistes », du début XVIIe siècle ;
- autel latéral sud, renaissance, également du début XVIIe siècle, avec tableau de Théodore Boeyermans « Glorification de sainte Amelberge » (1664) ;
- dans le baptistère : fonts baptismaux avec socle gothique du XVIe siècle et cuve en cuivre renaissance du XVIIe siècle, et tableau « Élévation de la croix » de Cornelis de Vos, de 1626 ;
- statues du XVe au XVIIIe siècle, notamment une sainte Amelberge du XVe siècle et une vierge avec enfant (alentours de 1600).

Le reste du mobilier est dix-neuviémiste.

#### Château d'Intere

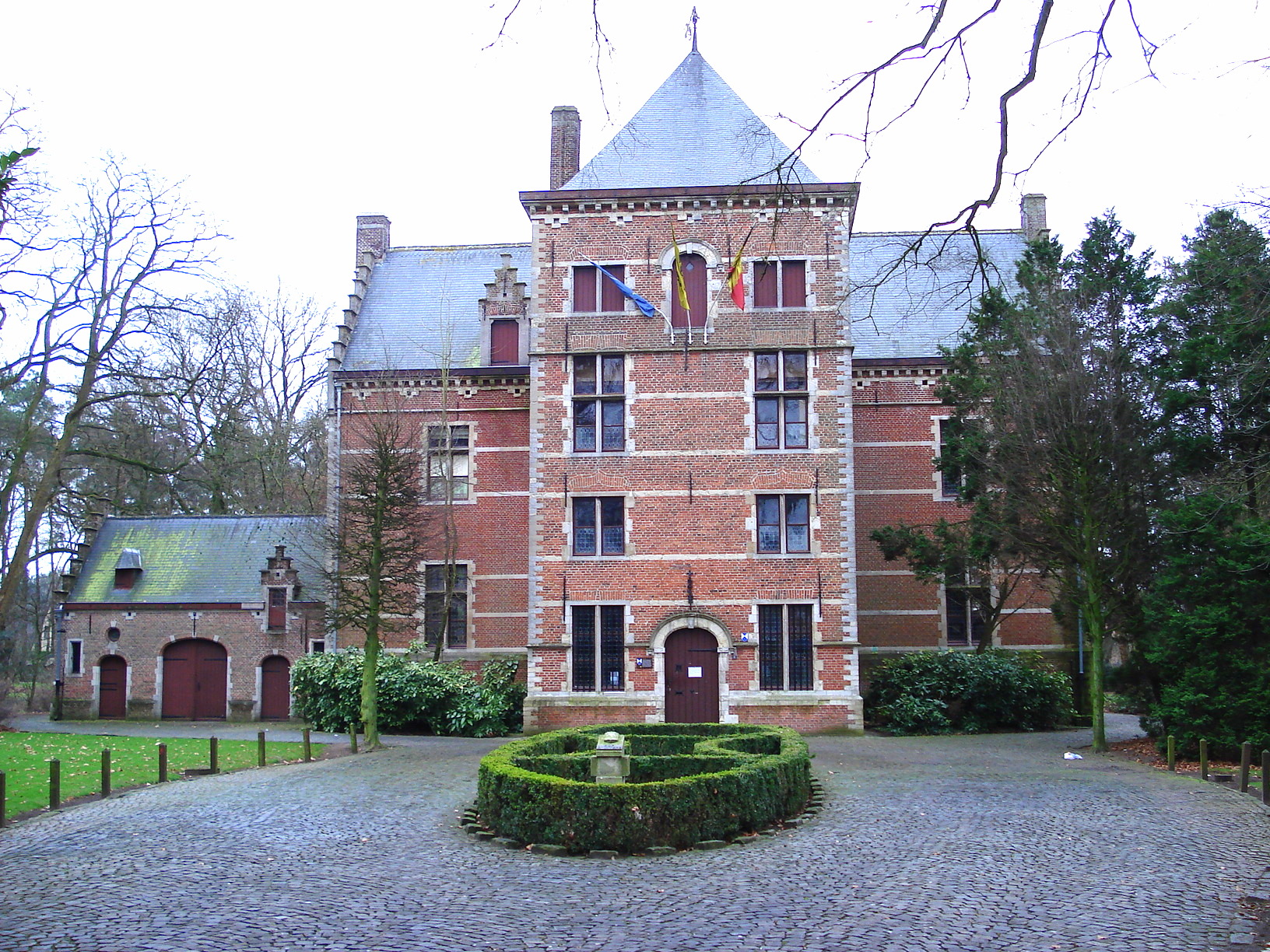
Château d'Intere.

Ceinturé d’une douve, ce manoir est l’ancien château des seigneurs de Wechelderzande. Il fit office, tour à tour, de presbytère de 1688 à 1964, de maison communale jusqu’en 1977, enfin, et jusqu’à aujourd’hui, de centre administratif (avec bibliothèque municipale, salle de cérémonie, etc.) de la commune de Lille.
Le corps de logis consiste en une aile rectangulaire, à sept travées, surmontée d’un toit à deux pans, dont un des murs gouttereaux est tourné vers la rue ; l’autre mur gouttereau était autrefois la façade principale. Les redans sur les pignons des murs latéraux sont un ajout ultérieur, d’environ 1900, comme en témoignent des photographies anciennes. Cette aile est précédée côté rue d’un avant-corps en forme de tour, à plan carré et comble pyramidal. Dans les murs de brique ont été incorporés des éléments traditionnels (encadrements de fenêtre, croisillons, chaînages) en grès. La petite aile à gauche, de style néotraditionnel, est récente. Le bâtiment est classé monument historique depuis 1939.
Le 13 mars 1444, Philippe le Bon donna en fief Wechelderzande, avec Gierle et Lille, à Ambrosius de Dynter. En dépit de ce que pourrait laisser supposer son nom, le Hof van Dynter (ou Hof d’Intere) n’était pas un château, mais une tenure ; le siège en était alors une auberge sise dans le village. Ce n’est qu’en 1649 que Johan de Poost, seigneur de Wechelderzande, y fit ériger la coquette demeure qui s’y trouve actuellement, laquelle prit le nom de château d’Intere (néerl. Hof d’Intere). En 1686, le manoir devint la propriété du curé de Wechelderzande, et, alors qu’il faisait office de presbytère, subit à plusieurs reprises des travaux de réparation et de remaniements, notamment en 1867.

### Patrimoine naturel
Le territoire de l’ancienne commune de Wechelderzande comprend des dizaines d’hectares de lande et de forêt ouvertes au public, et de nombreux parcours fléchés le parcourent. Outre le village lui-même, on distingue quatre zones paysagères :
- les Breevennen, au nord-est de la localité : sablonneux, cette zone ne convient guère à l’agriculture. Les activités principales y sont liées au patrimoine naturel — étangs, bois traversés de longues drèves (allées cavalières), et reliquats de la lande dont cette zone est autrefois presque entièrement couverte — et aux possibilités et infrastructures récréatives, surtout vers l’est ; signalons sous ce rapport les Lilse Bergen, bien connu de tous les écoliers anversois, même si ce domaine se situe sur le territoire de Gierle, dans la même entité de Lille ;
- la vallée du Molenbeek, au nord-ouest de la localité : cette zone correspond à la vallée alluviale, assez ample, du ruisseau Molenbeek, qui s’écoule à l’ouest du village en direction sud. C’est un paysage de bocages, assez fermé, où prédominent les pacages et quelques petites surfaces cultivées, sans que la part de cette zone dans l’économie agricole locale soit vraiment importante. L’on y trouve épars des cabanons construits hors autorisation ;
- le Moereneindheide, au sud du village, délimitée au sud par l’autoroute Anvers-Turnhout : c’est un paysage plus ouvert, où l’agriculture (pacages, maïs) est la fonction principale. Elle fait partie de la vaste lande qui anciennement s’étendait de Wechelderzande au nord, à Vorselaar au sud ;
- la vallée du Kindernouwbeek, située au sud-est : elle est constituée des terrains alluviaux humides et très humides, jusqu’à marécageuses, du ruisseau Kindernouwbeek. Ces dernières années, la zone a perdu une grande partie de sa valeur paysagère, par l’installation de nombreux cabanons illégaux et l’aménagement concomitant de viviers. Plus au sud, au-delà de l’autoroute, le paysage traditionnel campinois paraît, en général, mieux préservé.

Les deux cours d’eau susnommés — Molenbeek et Kindernouwbeek — dévalent la faible pente déterminée par le dénivelé entre le point culminant de Wechelderzande, 25 m, au nord, et son point le plus bas, 20 m, au sud. Les deux ruisseaux mêlent leurs eaux, quelques km en aval, vers le sud-ouest, à celles de la Petite Nèthe, tributaire elle-même de l’Escaut.

## Affaire Van Noppen
Connue jusque-là uniquement pour ses espaces naturels, la petite localité se trouva en 1995 et dans les années qui suivirent au cœur de l’actualité, en raison d’une affaire criminelle qui défraya la chronique et provoqua une onde de choc dans la société flamande et belge. Karel Van Noppen, inspecteur vétérinaire résidant à Wechelderzande, fut abattu non loin de son domicile le 20 février 1995.
Inflexible dans sa lutte contre les trafiquants d’hormones qui sévissaient dans le secteur de l’élevage et contre les éleveurs qui avaient recours à des substances de croissance illicites, et n’hésitant pas en outre à dénoncer certaines complaisances chez les organismes officiels de contrôle, Van Noppen avait été à plusieurs reprises menacé de mort. L’enquête judiciaire, confiée au parquet de Turnhout, qui semblait piétiner tout d’abord, permit, grâce à l’arme utilisée (peu fréquente, de fabrication chinoise, du même type que celle utilisée dans une autre affaire connue), d’incriminer, un an environ après les faits, un trafiquant d’armes de la région, Carl De Schutter, alors incarcéré en France pour trafic d’armes, puis, sur dénonciation de celui-ci, un escroc anversois, Albert Barrez, l’exécutant du meurtre. Il fut plus malaisé en revanche, en raison de fautes de procédure, des rétractations permanentes de De Schutter, et des difficultés à le faire extrader vers la Belgique, d’identifier les commanditaires, mais en juin 1996, le parquet procède à l’arrestation de Germain Daenen, marchand de bétail limbourgeois, déjà condamné auparavant pour trafic de chèques sans provision, mais qui ne s’avéra être qu’un intermédiaire. Cependant, sur ses déclarations, l’attention des enquêteurs se porte finalement, en 2000, sur un éleveur de la région de Gand, Alex Vercauteren, qui avait eu effectivement maille à partir avec Van Noppen, lorsque celui-ci remplaçait un collègue malade en Flandre-Occidentale.
En 2002, l’affaire (avec son dossier de 30 000 pages) fut portée devant la cour d’assises d’Anvers, laquelle, le 5 juin 2002, reconnut coupables les quatre suspects et condamna Alex Vercauteren, l’instigateur, à la réclusion à perpétuité, et les trois autres à 25 ans de prison. À la suite de cette affaire, une législation plus stricte sur les hormones dans l’élevage fut adoptée par le parlement belge.
Un petit monument à la mémoire de Karel Van Noppen a été érigé sur le lieu de son assassinat.

## Diamant
La taille du diamant fut pendant près d’un siècle une activité importante en Campine, à Wechelderzande en particulier. Le développement de l’activité diamantaire dans la proche Anvers, ainsi que la découverte de mines de diamant en Afrique du Sud, et aussi le fait que le sol aride incitait les paysans campinois à trouver une source de revenus accessoire, sont à l’origine de la constitution en Campine, à la fin du XIXe siècle, d’une importante industrie diamantaire, dispersée selon une multitude de petites entreprises, et inorganisée. L’avènement de l’électricité dans les années 1920 eut pour effet que la région fut parsemée de petits ateliers, où le métier s’exerçait la plupart du temps dans le cadre familial, et qui assurèrent longtemps à la région une certaine prospérité. Après avoir survécu à la crise de la décennie 1930 et à la Seconde Guerre mondiale, et avoir connu son apogée dans les années 1960 (lorsque 15 326 tailleurs de diamant étaient à l’ouvrage en Belgique, dont 9 767 dans la seule Campine), cette activité connut un reflux à la fin des années 60, puis une régression sévère dans la période 1970-1980, s’expliquant par la concurrence des pays à bas salaires, et aussi par un contrôle accru de l’autorité publique, qui mettait à mal cette activité souvent illégale, exercée en dehors de toute cotisation sociale. En 2006, les ouvriers diamantaires n’étaient déjà plus que 1 400 dans tout le pays, et le nombre d’ateliers (agréés) s’était amenuisé à 146.
Selon le recensement industriel de 1910, on comptait deux ateliers de diamant dans la commune de Lille et un à Wechelderzande. Selon celui de 1937, il y avait 67 petites usines à Lille, 24 à Poederlee, 7 à Gierle et 4 à Wechelderzande. En 1965, Lille, Poederlee et Wechelderzande comptaient respectivement 234, 60 et 107 ouvriers du diamant. De 1965 à 1976, des cours d’aptitude dans le traitement du diamant étaient dispensés à l’école communale de Lille, à l’instar de beaucoup d’autres localités en Campine. Après les années 60, là comme ailleurs dans la région, ce secteur d’activité périclite progressivement. En 2006, il ne restait plus, sur toute l’entité de Lille, que 67 ouvriers diamantaires, et aujourd’hui (2008) seuls trois ateliers de taille agréés subsistent à Lille même, et deux à Poederlee.

## École de Wechelderzande
L’école de Wechelderzande (néerl. Wechelse school) est le nom donné à un groupe de peintres paysagistes plein-airistes, dont les représentants les plus illustres sont Jacques Rosseels (1828-1912), Isidore Meyers (1835-1917), Florent Crabeels (1829-1896), Adrien-Joseph Heymans (1839-1921) et Théodore Baron (1840-1839). Tous étaient anversois, sauf le dernier ; celui-ci, originaire de Bruxelles, avait fréquenté le groupe de Barbizon et faisait le trait d’union avec l’école de Tervueren.
Ces peintres partageant leur temps entre Wechelderzande et Kalmthout, on les regroupe aussi sous la dénomination d’école de Kalmthout (et, à vrai dire, c’est par ce nom que le groupe est désigné habituellement), ou encore, étant donné leur prédilection pour les teintes grises, d’école grise. Quoi qu’il en soit, leur sujet était la lande campinoise, sauvage et désolée, qu’elle soit sablonneuse ou marécageuse, et ses vastes horizons, rendus par une touche assez lâche et un jeu fugace de lumière et d’ombre, sans formes nettes et fixes. L’utilisation appuyée de teintes argentées et de nuances de gris, à la fois tonalité dominante du paysage et reflet de l’état d’âme des artistes, est ce qui différencie ce groupe d’avec l’impressionnisme français de cette même époque et constitue la marque distinctive du plein-airisme flamand. Le point de chute des peintres, mais aussi de quelques écrivains, tels que Conscience, était l’auberge De Keyser, dans le centre de la localité.

## Personnalités liées à la localité
- Guido Belcanto, chansonnier flamand né en 1953, crooner ambigu, réside à Wechelderzande
- Frans Van Giel (1892-1975), peintre belge, surnommé « le peintre de la Campine »
- Henry Van de Velde, peintre et architecte.